# Promortalism
Promortalism är den hedonistiska positionen att det alltid är bättre att dö än att fortsätta leva. Promortalism stöds av en del antinatalister.